# Plymouth Argyle Football Club
El Plymouth Argyle Football Club es un club de fútbol de Inglaterra, de la ciudad de Plymouth en Devon. Fue fundado en 1886 y desde la temporada 2025-26 se desempeña en la English Football League One, la tercera categoría del fútbol inglés.
Desde que se convirtió profesional en 1903, el club ha ganado cinco títulos de la Football League (uno en Division Two y dos en Division Three), cinco títulos de la Southern Football League y un título de la Western Football League. La temporada 2009-10 fue la 42.ª del club en la segunda división del fútbol inglés. El equipo estableció el récord de más campeonatos ganados en el tercer nivel, después de haber terminado primero en la Tercera División del Sur dos veces, una en la Third Division y dos en la Second Division.
El club debe su apodo, The Pilgrims ("Los Peregrinos"), a partir de un grupo religioso inglés que dejó Plymouth con destino al Nuevo Mundo en 1620. El escudo del club cuenta con el Mayflower, el barco que llevó a los peregrinos a Massachusetts. La ciudad de Plymouth es la más grande de Inglaterra que nunca ha disputado la primera división. A su vez, el Plymouth Argyle es el club de la Football League más meridional y occidental de Inglaterra.
Tras 13 años compitiendo entre League One y League Two, el 29 de abril del 2023 el Plymouth consiguió el ascenso a la Championship tras derrotar por 1 a 0 al Burton Albion.
El 9 de febrero de 2025 consigue la gesta histórica de eliminar al Liverpool FC en su estadio, siendo colista en la 2.ª de la liga inglesa y teniendo líder de la Premier a su respectivo contrincante.

## Últimas temporadas
| Temporada | División       | G  | E  | P  | GF | GC | Pts | Pos  | FA Cup |
| --------- | -------------- | -- | -- | -- | -- | -- | --- | ---- | ------ |
| 2000–01   | League Two     | 15 | 13 | 18 | 54 | 61 | 58  | 12°  | R1     |
| 2001–02   | League Two ⬆   | 31 | 9  | 6  | 71 | 28 | 102 | 1°   | R2     |
| 2002–03   | League One     | 17 | 14 | 15 | 63 | 52 | 65  | 8°   | R3     |
| 2003–04   | League One ⬆   | 26 | 12 | 8  | 85 | 41 | 90  | 1°   | R2     |
| 2004–05   | Championship   | 14 | 11 | 21 | 52 | 64 | 53  | 17.º | R3     |
| 2005–06   | Championship   | 13 | 17 | 16 | 39 | 46 | 56  | 14.º | R3     |
| 2006–07   | Championship   | 17 | 16 | 13 | 63 | 62 | 67  | 11.º | QF     |
| 2007–08   | Championship   | 17 | 13 | 16 | 60 | 50 | 64  | 10.º | R4     |
| 2008–09   | Championship   | 13 | 12 | 21 | 44 | 57 | 51  | 21.º | R3     |
| 2009–10   | Championship ⬇ | 11 | 8  | 27 | 43 | 68 | 41  | 23°  | R3     |
| 2010–11   | League One ⬇   | 15 | 7  | 24 | 51 | 74 | 42  | 23°  | R3     |
| 2011–12   | League Two     | 10 | 16 | 20 | 47 | 64 | 46  | 21.º | R1     |
| 2012–13   | League Two     | 13 | 13 | 20 | 46 | 55 | 52  | 21.º | R1     |
| 2013–14   | League Two     | 16 | 12 | 18 | 51 | 58 | 60  | 10.º | R3     |
| 2014–15   | League Two     | 20 | 11 | 15 | 55 | 37 | 71  | 7.º  | R2     |
| 2015–16   | League Two     | 24 | 9  | 13 | 72 | 46 | 81  | 5.º  | R1     |
| 2016–17   | League Two ⬆   | 26 | 9  | 11 | 71 | 46 | 87  | 2°   | R3     |
| 2017–18   | League One     | 19 | 11 | 16 | 58 | 59 | 68  | 7.º  | R2     |
| 2018–19   | League One ⬇   | 13 | 11 | 22 | 56 | 80 | 50  | 21°  | R2     |
| 2019–20   | League Two ⬆   | 20 | 8  | 9  | 61 | 39 | 68  | 3°   | R2     |
| 2020–21   | League One     | 14 | 11 | 21 | 53 | 80 | 53  | 18°  | R4     |
| 2021–22   | League One     | 23 | 11 | 12 | 68 | 48 | 80  | 7.º  | R4     |
| 2022–23   | League One ⬆   | 31 | 8  | 7  | 82 | 47 | 101 | 1°   | R1     |

## Estadio
El equipo disputa sus partidos en Home Park, ubicado en Plymouth, estadio inaugurado en 1893 y reformado en 2001 en una primera fase y desde mayo de 2018 en segunda fase. El estadio tiene capacidad para 19.796 espectadores y el terreno de juego unas dimensiones de 105x72m. 
Su récord de asistencia a un partido se registró en 1936 en un encuentro ante el Aston Villa al que asistieron 42,563 espectadores.

## Palmarés

### Torneos nacionales
- Football League Second Division (actual League One) (3): 1958-59, 2003-04, 2022-23
- Football League Third Division (actual League Two) (1): 2001-02
- Football League Third Division South (2): 1929-30, 1951-52

## Rivalidades
Su máximo rival es Exeter City. 
Torquay United es otro club rival. Ambos clubes son cercanos a Plymouth.
La rivalidad con Portsmouth Football Club se intensificó en mayo de 2016, cuando los dos equipos se enfrentaron en la semifinal de los playoffs de la League Two y Argyle se impuso.
Este partido se lo conoce como la "Batalla de los Puertos".